# Homer Boss
Homer Boss (Estados Unidos da América, Séc. XIX --- Séc.XX) foi um professor, artista plástico e filósofo, importante na primeira metade do século XX, mas hoje praticamente esquecido.
Lecionava na conhecida Independent School of Art de Nova York. Tinha a rara característica de ser um professor que deixava o aluno pintar com bastante liberdade de criação.
Nas férias de verão costumava levar seus discípulos para a costa do Maine para ensiná-los a trabalhar em contato com a natureza, ao ar livre.
Foi sua principal aluna, em 1915, a paulistana Anita Malfatti, já com 25 anos de idade, que achou em Boss o professor ideal  pois ele dominava o expressionismo, pouco conhecido na época, principalmente fora da Europa..